# Norbert Balogh
Norbert Balogh (Hajdúböszörmény, 21 febbraio 1996) è un calciatore ungherese, attaccante del DAC Dunajská Streda.

## Caratteristiche tecniche
È dotato di una buona stazza fisica che abbina al proprio bagaglio tecnico.

## Carriera

### Club

#### Inizi e Debrecen
Cresce calcisticamente nel Hajdúböszörményi club della sua città natale, dopo due stagioni a 10 anni nel 2006 si trasferisce nel Debrecen, dove nella stagione 2013-14 il mister Elemér Kondásad colpito dalle grandi doti del ragazzo lo fa allenare spesso con la prima squadra facendogli anche disputare alcune amichevoli estive. Nella seconda parte di stagione viene mandato in prestito al Létavértes club della terza serie ungherese dove in undici partite riesce a segnare 2 reti contribuendo alla vittoria finale del campionato.

#### Palermo e APOEL
Rientrato dal prestito viene inserito in pianta stabile in prima squadra dove nella stagione 2015-2016 colleziona cinque gol in ventiquattro presenze fra campionato e UEFA Europa League. Il 13 gennaio 2016 si trasferisce a titolo definitivo al Palermo per 2.200.000€, firmando un contratto fino al 30 giugno 2020, e scegliendo la maglia numero 22. Esordisce con il club siciliano appena due giorni dopo la sua presentazione nella sfida persa per 4-0 contro il Genoa. Nella stagione 2017-2018 colleziona soltanto 2 presenze, complici i ripetuti infortuni che lo hanno colpito fin dal ritiro estivo. Conclude la sua esperienza al Palermo nell'agosto 2018, dopo aver giocato le sfide valevoli per il secondo e il terzo turno di Coppa Italia contro Vicenza e Cagliari. In totale sono 26 le presenze con la maglia rosanero, senza tuttavia mai siglare una rete.
Il 21 agosto 2018 passa in prestito ai ciprioti dell'APOEL allenati da Paolo Tramezzani. Esordisce il 29 settembre in occasione della Supercoppa di Cipro persa ai rigori contro l' dopo un periodo passato tra panchina e tribuna a causa di guai fisici esordisce in campionato in occasione dell'undicesima giornata il 3 dicembre nella vittoria casalinga maturata 5-1 contro l'Apollon Limassol subentrando al 67' minuto della ripresa a Léo Natel. Segna la sua prima rete con il club cipriota nel primo turno della Coppa di Cipro contro il Ayia Napa partita vinta 5-0, dimostrando un migliore rendimento nel trofeo segnando altre due reti che vedrà la sua squadra perdere in finale per mano dell'Athlītikos Omilos Agia. Segnando invece in campionato all'ultima giornata contro l'Apollon limassol. A fine stagione dopo aver vinto il campionato con un bottino personale di 8 presenze e una rete non viene riscattato tornando al Palermo, e rimanendo svincolato dopo il fallimento del club.

#### Hull City e Honvéd
Per quanto si fosse ventilata l'ipotesi di un suo ritorno al Palermo, il 14 settembre 2019 viene ufficializzato il suo acquisto da parte dell'Hull City, club militante in Championship. Il 23 ottobre seguente fa il suo esordio con il club in occasione del successo esterno per 2-1 contro il Nottingham Forest, rimpiazzando al 72' Jon Toral. Preso poco in considerazione dall'allenatore Grant McCann lo fa accomodare più delle volte in tribuna escludendolo dalle convocazioni riuscirà a trovare altro spazio verso la fine della stagione spazio seppur in maniera ridotta, non partendo mai titolare, giocando scampoli di partita contro Preston NE e Leeds. Cause he porteranno il calciatore alla rescissione del contratto il 29 maggio.
Dopo un periodo da svincolato il 18 agosto 2020 ritorna a distanza di quattro anni in patria, firmando un contratto biennale con l'Honvéd che gli affida le chiavi del reparto offensivo facendo ruotare l'attacco attorno a lui. Fa il suo esordio con il club di Kispest il 12 settembre in occasione della vittoria sul Diosgyor per 4-2 partendo titolare e confezionando due assist, prima si uscire al 64' minuto per un cambio tattico in favore di Boubacar Traoré. Il primo gol arriva 1l 28 settembre nel derby perso contro l'Ujpest 2-1. Segna la prima doppietta nel derby cittadino contro l'MTK Budapest il 2 marzo 2021 entrando ad inizio ripresa al posto di Barna Kesztyűs e ribaltando nel giro di un minuto, il risultato da 2-1 a 3-2 a favore della sua squadra.

#### DAC Dunajska Streda e Vasas
il 1º luglio 2022, Balogh approda ufficialmente in Slovacchia, firmando per il DAC Dunajska Streda in prestito. Alla scadenza del prestito, il 27 maggio 2022, l'attaccante ungherese deciderà di ritornare nel club, stavolta, a titolo definitivo, firmando un contratto triennale.
Il 14 febbraio 2023, il giocatore tornerà ufficialmente in patria, firmando per il Vasas, con un prestito valido fino a giugno.

### Nazionale
Inizia la trafila con la Nazionale Magiara nel 2014 alternandosi con i maggiori età dell'Under-18 con cui disputa un'amichevole e con l'Under-19 venendo inserito nella lista dell'europeo Under-19 Disputatosi proprio in Ungheria segnando un gol in 6 incontri. Nel 2015 è la volta dell'Under-20 dove raccoglie una presenza e dell'Under-21, con cui disputa alcune partite di qualificazione per l'europeo Under-21 2015, mentre il 13 dicembre 2015 viene chiamato in nazionale maggiore dal ct Bernd Storck per uno stage con i migliori giovani ungheresi in vista dell'europeo 2016.
Il debutto con la nazionale A è poi arrivato il 5 giugno 2017 in amichevole contro la Russia.

## Statistiche

### Presenze e reti nei club
Statistiche aggiornate al 1 ottobre 2021.
| Stagione           | Squadra            | Campionato         | Campionato | Campionato | Coppe nazionali | Coppe nazionali | Coppe nazionali | Coppe continentali | Coppe continentali | Coppe continentali | Altre coppe | Altre coppe | Altre coppe | Totale | Totale |
| Stagione           | Squadra            | Comp               | Pres       | Reti       | Comp            | Pres            | Reti            | Comp               | Pres               | Reti               | Comp        | Pres        | Reti        | Pres   | Reti   |
| ------------------ | ------------------ | ------------------ | ---------- | ---------- | --------------- | --------------- | --------------- | ------------------ | ------------------ | ------------------ | ----------- | ----------- | ----------- | ------ | ------ |
| gen.-giu. 2014     | Létavértes         | NBIII              | 11         | 2          | MK              | -               | -               | -                  | -                  | -                  | -           | -           | -           | 11     | 2      |
| 2014-2015          | Debrecen II        | NBIII              | 4          | 3          | -               | -               | -               | -                  | -                  | -                  | -           | -           | -           | 4      | 3      |
| 2015-gen. 2016     | Debrecen II        | NBIII              | 1          | 0          | -               | -               | -               | -                  | -                  | -                  | -           | -           | -           | 1      | 0      |
| Totale Debrecen II | Totale Debrecen II | Totale Debrecen II | 5          | 3          |                 | -               | -               |                    | -                  | -                  |             | -           | -           | 5      | 3      |
| 2014-2015          | Debrecen           | NBI                | 15         | 2          | MK+MKL          | 0+6             | 0+1             | -                  | -                  | -                  | -           | -           | -           | 21     | 3      |
| 2015-gen. 2016     | Debrecen           | NBI                | 18         | 3          | MK              | 0               | 0               | UEL                | 6                  | 2                  | -           | -           | -           | 24     | 5      |
| Totale Debrecen    | Totale Debrecen    | Totale Debrecen    | 33         | 5          |                 | 6               | 1               |                    | 6                  | 2                  |             | -           | -           | 45     | 8      |
| gen.-giu. 2016     | Palermo            | A                  | 4          | 0          | CI              | -               | -               | -                  | -                  | -                  | -           | -           | -           | 4      | 0      |
| 2016-2017          | Palermo            | A                  | 16         | 0          | CI              | 2               | 0               | -                  | -                  | -                  | -           | -           | -           | 18     | 0      |
| 2017-2018          | Palermo            | B                  | 2          | 0          | CI              | 0               | 0               | -                  | -                  | -                  | -           | -           | -           | 2      | 0      |
| ago. 2018          | Palermo            | B                  | -          | -          | CI              | 2               | 0               | -                  | -                  | -                  | -           | -           | -           | 2      | 0      |
| Totale Palermo     | Totale Palermo     | Totale Palermo     | 22         | 0          |                 | 4               | 0               |                    | -                  | -                  |             | -           | -           | 26     | 0      |
| ago. 2018-2019     | APOEL              | AK                 | 8+4        | 1+1        | CC              | 5               | 3               | UCL+UEL            | -+0                | -+0                | SC          | 1           | 0           | 18     | 5      |
| 2019-mag. 2020     | Hull City          | FLC                | 3          | 0          | FACup+CdL       | 0               | 0               |                    | -                  | -                  |             | -           | -           | 3      | 0      |
| 2020-2021          | Honvéd             | NBI                | 26         | 10         | MK              | 0               | 0               | UEL                | 1                  | 0                  | -           | -           | -           | 27     | 10     |
| 2021-2022          | Honvéd             | NBI                | 3          | 0          | MK              | 1               | 2               | -                  | -                  | -                  | -           | -           | -           | 4      | 2      |
| Totale Honvéd      | Totale Honvéd      | Totale Honvéd      | 29         | 10         |                 | 1               | 2               |                    | 1                  | 0                  |             | -           | -           | 31     | 12     |
| Totale carriera    | Totale carriera    | Totale carriera    | 108        | 21         |                 | 16              | 6               |                    | 7                  | 2                  |             | 1           | 0           | 132    | 29     |

### Cronologia presenze e reti in nazionale
| Cronologia completa delle presenze e delle reti in nazionale ― Ungheria | Cronologia completa delle presenze e delle reti in nazionale ― Ungheria | Cronologia completa delle presenze e delle reti in nazionale ― Ungheria | Cronologia completa delle presenze e delle reti in nazionale ― Ungheria | Cronologia completa delle presenze e delle reti in nazionale ― Ungheria | Cronologia completa delle presenze e delle reti in nazionale ― Ungheria | Cronologia completa delle presenze e delle reti in nazionale ― Ungheria | Cronologia completa delle presenze e delle reti in nazionale ― Ungheria |
| Data                                                                    | Città                                                                   | In casa                                                                 | Risultato                                                               | Ospiti                                                                  | Competizione                                                            | Reti                                                                    | Note                                                                    |
| ----------------------------------------------------------------------- | ----------------------------------------------------------------------- | ----------------------------------------------------------------------- | ----------------------------------------------------------------------- | ----------------------------------------------------------------------- | ----------------------------------------------------------------------- | ----------------------------------------------------------------------- | ----------------------------------------------------------------------- |
| 5-6-2017                                                                | Budapest                                                                | Ungheria                                                                | 0 – 3                                                                   | Russia                                                                  | Amichevole                                                              | -                                                                       | 70’                                                                     |
| 9-6-2017                                                                | Andorra la Vella                                                        | Andorra                                                                 | 1 – 0                                                                   | Ungheria                                                                | Qual. Mondiali 2018                                                     | -                                                                       | 56’                                                                     |
| Totale                                                                  |                                                                         | Presenze                                                                | 2                                                                       |                                                                         | Reti                                                                    | 0                                                                       |                                                                         |

## Palmarès

### Club

#### Competizioni nazionali
- Nemzeti Bajnokság III: 1

Létavértes: 2013-2014
- Campionato cipriota: 1

APOEL: 2018-2019